# Leptochilus hemitomus
Leptochilus hemitomus är en stensöteväxtart som först beskrevs av Henry Fletcher Hance, och fick sitt nu gällande namn av Hans Peter Nooteboom. Leptochilus hemitomus ingår i släktet Leptochilus och familjen Polypodiaceae. Inga underarter finns listade.